# Шевченко, Александр Дмитриевич
Александр Дмитриевич Шевченко (укр. Олександр Дмитрович Шевченко; род. 20 февраля 1961, село Порошково) — украинский дипломат. Чрезвычайный и Полномочный Посол Украины.

## Биография
Родился 20 февраля 1961 года в селе Порошково тогдашнего Перечинского района на Закарпатье. Окончил Киевский национальный университет имени Тараса Шевченко (факультет международных отношений и права).
До 2004 года — Начальник управления МИД Украины. Член официальной делегации Украины на третьем совместном заседании двусторонней украинско-ливийской комиссии по сотрудничеству.
С 19 марта 2004 по 4 июня 2009 года — Чрезвычайный и Полномочный Посол Украины в Малайзии.
С 17 мая 2005 по 18 июля 2009 года — Чрезвычайный и Полномочный Посол Украины в Демократической Республике Восточный Тимор (Тимор-Лешти) по совместительству.
С 2009 по 2010 год — заместитель директора Департамента контроля над вооружениями и военно-технического сотрудничества Министерства иностранных дел Украины.
С 16 июля 2010 по 24 ноября 2015 года — Чрезвычайный и Полномочный Посол Украины в Республике Индия.
С 6 июня 2011 по 24 ноября 2015 года — Чрезвычайный и Полномочный Посол Украины в Демократической Социалистической Республике Шри-Ланка по совместительству.
С 16 июня 2011 по 24 ноября 2015 года — Чрезвычайный и Полномочный Посол Украины в Федеративной Демократической Республике Непал по совместительству.
С 16 июня 2011 по 24 ноября 2015 года — Чрезвычайный и Полномочный Посол Украины в Республике Мальдивы по совместительству.
С 11 октября 2011 по 24 ноября 2015 года — Чрезвычайный и Полномочный Посол Украины в Народной Республике Бангладеш по совместительству.
С марта 2020 года — Генеральный консул Украины в Торонто.